# Bulboaca (Anenii Noi)

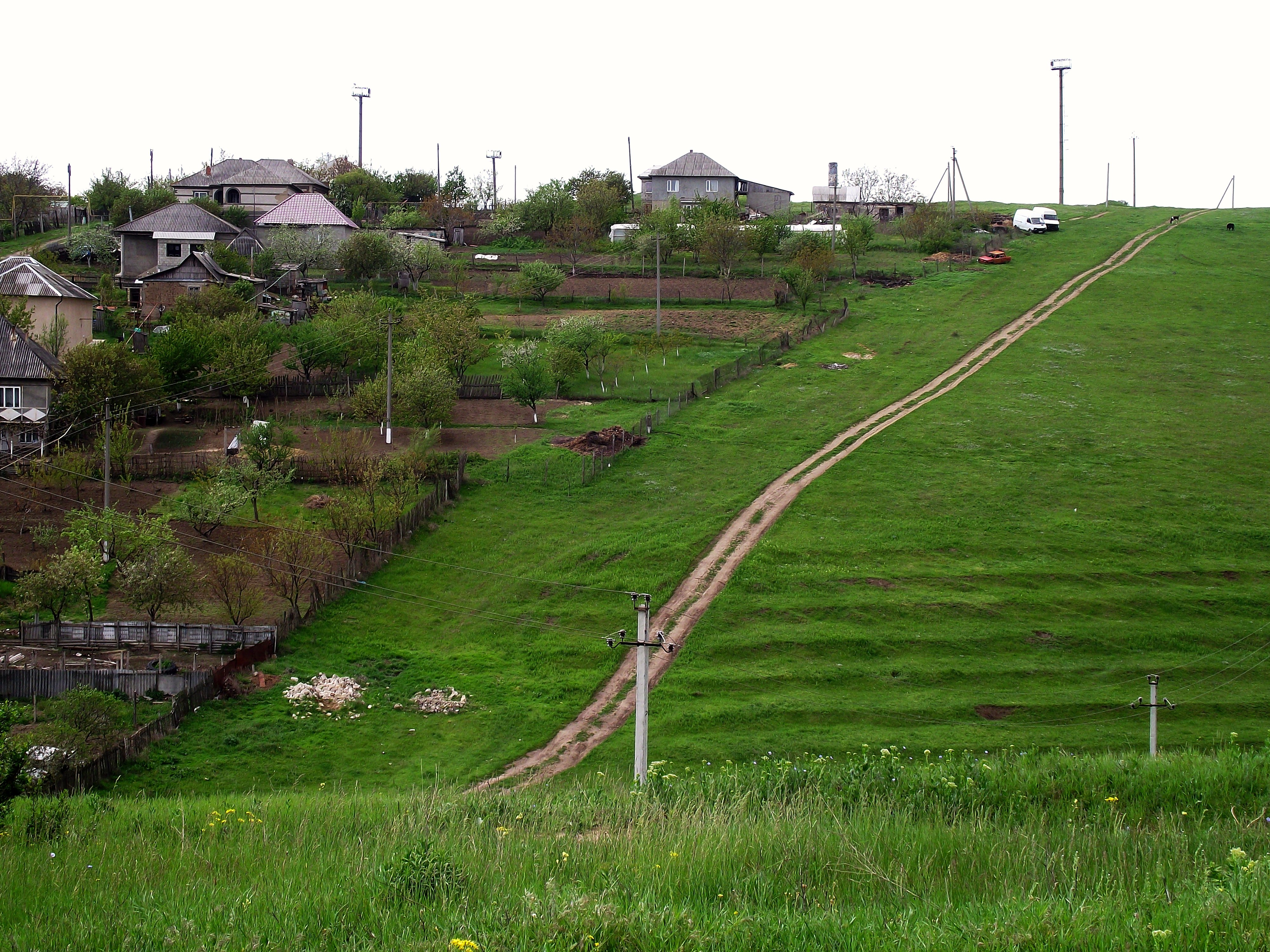
Nordöstlicher Stadtrand von Bulboaca (2011)

Bulboaca ist eine Ortschaft im Kreis Anenii Noi in der Republik Moldau. Der Ort ist vor allem als Sitz des Schlosses Mimi bekannt. Am 1. Juni 2023 fand dort das zweite Gipfeltreffen der Europäischen Politischen Gemeinschaft statt.